# Mistrzostwa Świata Strongman 1990
Mistrzostwa Świata Strongman 1990 – doroczne, indywidualne zawody siłaczy.
WYNIKI ZAWODÓW:

Data: 1990 r.

Miejsce: Joensuu  Finlandia
| Miejsce | Zawodnik               | Kraj              | Punkty |
| ------- | ---------------------- | ----------------- | ------ |
| 1.      | Jón Páll Sigmarsson    | Islandia          | 48,5   |
| 2.      | O.D. Wilson            | Stany Zjednoczone | 48     |
| 3.      | Ilkka Nummisto         | Finlandia         | 39     |
| 4.      | Henning Thorsen        | Dania             | 34     |
| 5.      | Adrian Smith           | Anglia            | 33,5   |
| 6.      | László Fekete          | Węgry             | 31     |
| 7.      | Tjalling van den Bosch | Holandia          | 28,5   |
| 8.      | Aap Uspenski           | Estonia*          | 25,5   |

- Aap Uspenski reprezentuje Estonię w barwach ZSRR, dlatego w 1990 roku Estonia była jeszcze częścią Związku Radzieckiego.